# مارینا هانسن

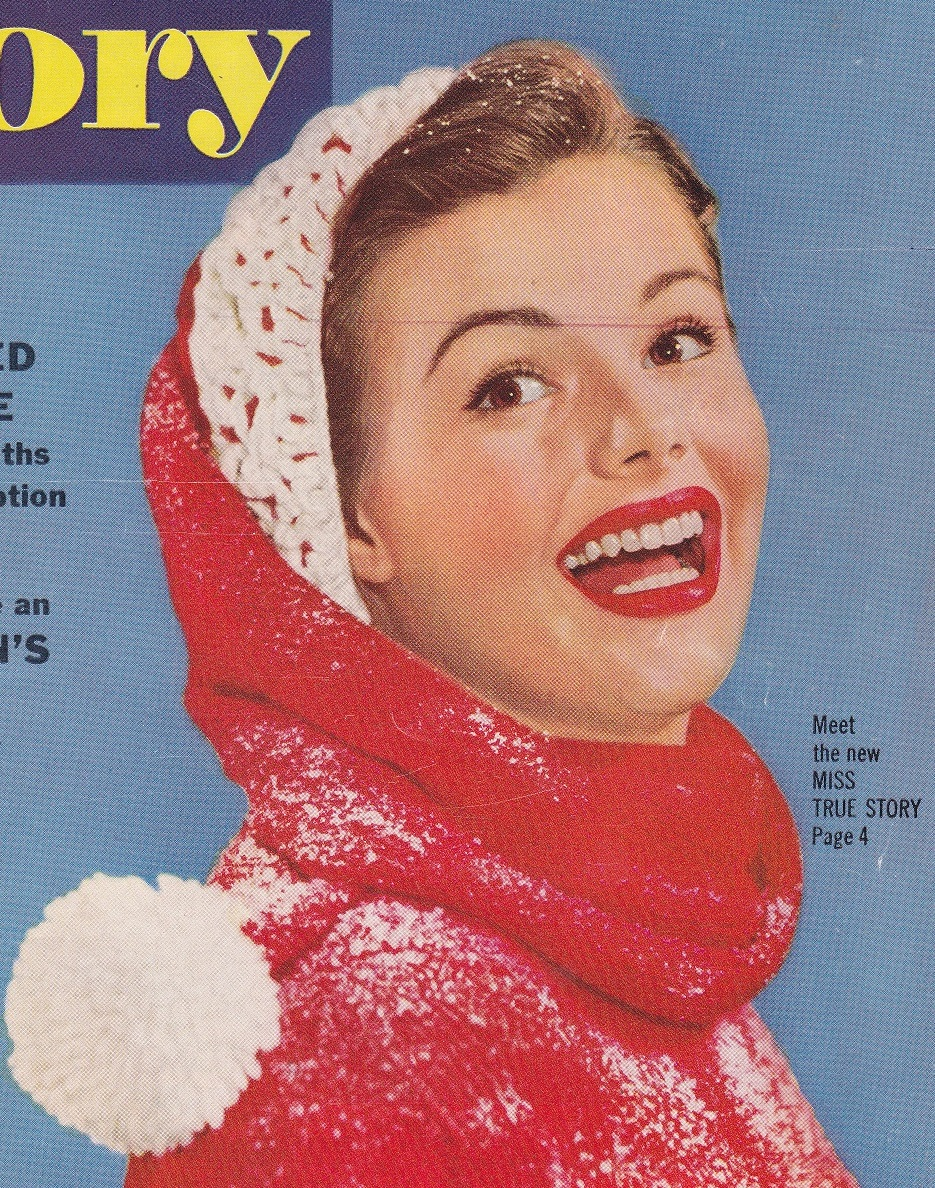
مارینا هانسن روی صفحه ۴ مجله

مارینا هانسن (انگلیسی: Myrna Hansen؛ زادهٔ ۵ اوت ۱۹۳۴) هنرپیشه و ملکه زیبایی اهل آمریکا است. او برنده ملکه زیبایی ایالات متحده آمریکا ۱۹۵۳ شده است و به نمایندگی از آمریکا در مراسم دوشیزه جهان ۱۹۵۳ راه یافت و مقام اول بعد از برنده اصلی را کسب کرد.
از فیلم‌ها یا برنامه‌های تلویزیونی که وی در آن نقش داشته‌است می‌توان به دختر مهمانی، خداحافظ چارلی، و فرانسیس در نیروی دریایی اشاره کرد.